# Jeong Yu-mi (Schauspielerin, 1983)
Jeong Yu-mi (* 18. Januar 1983 in Busan) ist eine südkoreanische Schauspielerin. Für ihre Leistung in Family Ties (2006) erhielt sie den Blue Dragon Award in der Kategorie beste Nebendarstellerin.

## Filmografie (Auswahl)
- 2005: Bittersweet Life (달콤한 인생)
- 2005: Blossom Again (사랑니 Sarangni)
- 2006: Family Ties (가족의 탄생 Gajok-ui Tansaeng)
- 2007: Shim’s Family – Skeletons in the Closet (좋지 아니한가 Jochi Anihanga)
- 2009: Oisi Maen (오이시맨)
- 2009: The Room Nearby (그녀들의 방 Geunyeodeul-ui Bang)
- 2009: Like You Know It All (잘 알지도 못하면서 Jal Aljido Mothamyeonseo)
- 2009: Keiler – Der Menschenfresser (차우)
- 2009: A Million (10억 10-eok)
- 2009: Good Morning, President (굿모닝 프레지던트, Cameo-Auftritt)
- 2010: My Dear Desperado (내 깡패 같은 애인 Nae Kkangpae Gateun Aein)
- 2010: Oki’s Movie (옥희의 영화 Okhui-ui Yeonghwa)
- 2010: Come, Closer (조금만 더 가까이 Jogeum-man Deo Gakkai)
- 2010: Cafe Noir (카페 느와르)
- 2011: Dogani (도가니)
- 2012: In Another Country (다른 나라에서 Dareun Nara-eseo)
- 2013: Our Sunhi (우리 선희 Uri Sunhui)
- 2013: Tough as Iron (깡철이 Kkangcheori)
- 2014: The Satellite Girl and Milk Cow (우리별 일호와 얼룩소, Sprechrolle)
- 2014: Manhole (맨홀)
- 2016: Train to Busan (부산행 Busan-haeng)
- 2018: Telekinese
- 2018: Live (라이프)
- 2018: What’s Wrong with Secretary Kim (김비서가 왜 그럴까)
- 2019: Kim Ji-young: Born 1982 (82년생 김지영)
- 2024: Wonderland (원더랜드)